# Kino Dukla (Jihlava)
Kino Dukla je dvousálové kino v Jihlavě, které bylo postaveno roku 1914 v ulici Na Valech (dnešní ulice Jana Masaryka), původně s názvem Reform.

## Historie
Provoz kina byl zahájen 1. května 1915, jde tedy o jedno z nejstarších kontinuálně fungujících kin v Česku. Od roku 1945 neslo jméno Stalingrad a v roce 1962 získalo současný název Dukla. Úpravami či rekonstrukcemi prošlo v letech 1949 a 1976.

## Současnost
Od roku 2000 se stalo kino centrem nově vzniklého festivalu dokumentárních filmů, ze kterého se po třech letech stal Mezinárodní festival dokumentárních filmů Jihlava. V létě roku 2008 proběhla rozsáhlá modernizace a rekonstrukce kina, při které byl původní sál rozdělen na dva. Jejích jména jsou Reform (162 míst) a Edison (60 mist). V roce 2014 zde vzniklo jako rozšíření aktivit festivalu také Centrum dokumentárního filmu, které nabízí na účastnický poplatek veřejnou videotéku, knihovnu a další výhody. Centrum nabízí také střižnu pro zájemce o natáčení filmů, rozvíjí programy a aktivity v oblasti filmové výchovy.